# Norvège aux Jeux olympiques d'hiver de 2010
Cet article contient des informations sur la participation et les résultats de la Norvège aux Jeux olympiques d'hiver de 2010 à Vancouver au Canada.

## Cérémonies d'ouverture et de clôture

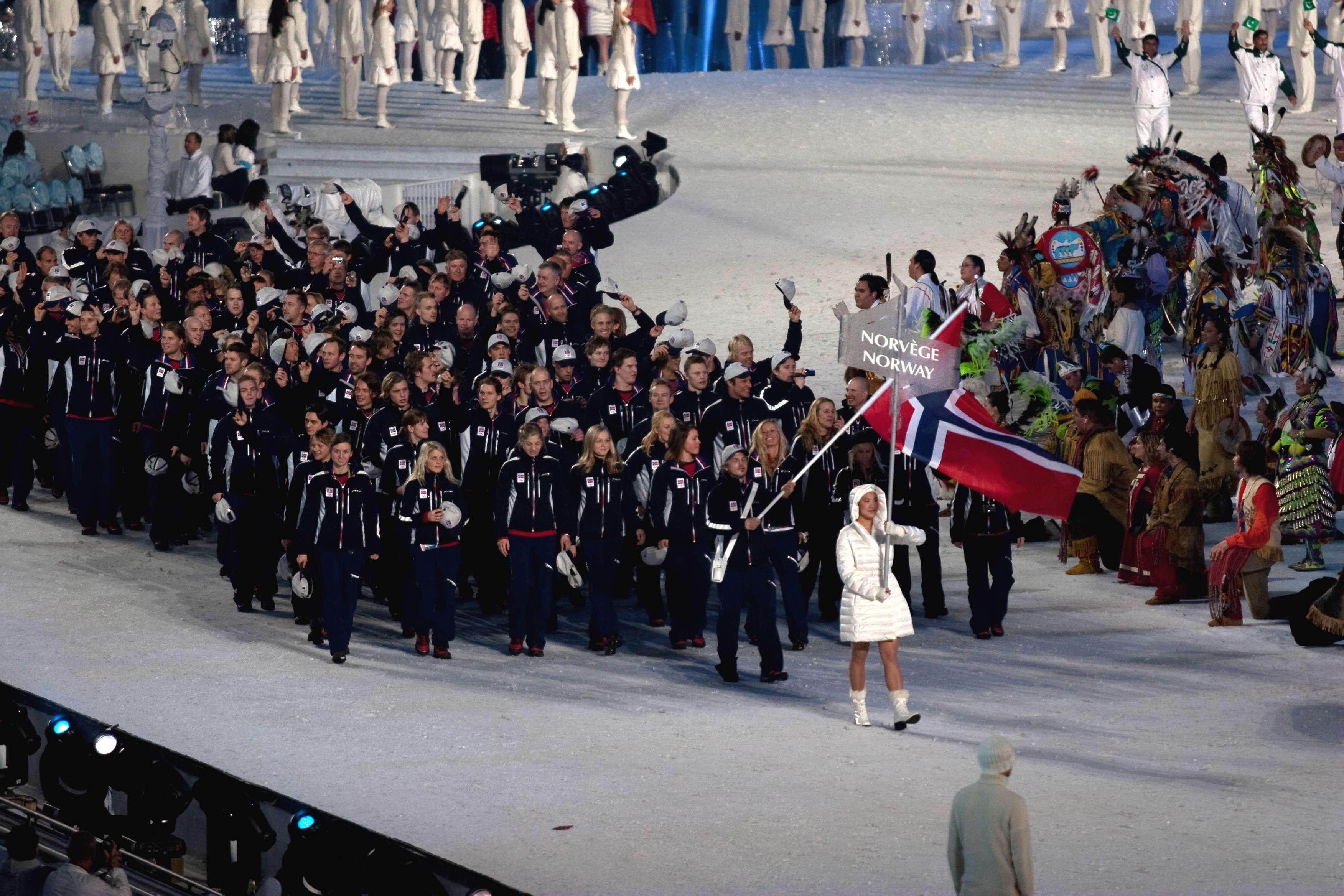
Entrée de la délégation norvégienne lors de la cérémonie d'ouverture.

Comme cela est de coutume, la Grèce, berceau des Jeux olympiques, ouvre le défilé des nations, tandis que le Canada, en tant que pays organisateur, ferme la marche. Les autres pays défilent par ordre alphabétique. La Norvège est la soixantième des 82 délégations à entrer dans le BC Place Stadium de Vancouver au cours du défilé des nations durant la cérémonie d'ouverture, après la Nouvelle-Zélande et avant le Pakistan. Cette cérémonie est dédiée au lugeur géorgien Nodar Kumaritashvili, mort la veille après une sortie de piste durant un entraînement. Le porte-drapeau du pays est le hockeyeur Tommy Jakobsen.
Lors de la cérémonie de clôture qui se déroule également au BC Place Stadium, les porte-drapeaux des différentes délégations entrent ensemble dans le stade olympique et forment un cercle autour du chaudron abritant la flamme olympique. Le drapeau norvégien est alors porté par le fondeur Petter Northug, qui a remporté quatre médailles lors de ces Jeux.

## Médailles

### Or
| Sport              | Discipline               | Sportifs                                                              | Performance        |
| Médailles d'or : 9 | Médailles d'or : 9       | Médailles d'or : 9                                                    | Médailles d'or : 9 |
| ------------------ | ------------------------ | --------------------------------------------------------------------- | ------------------ |
| Ski de fond        | Sprint femmes            | Marit Bjørgen                                                         | 3 min 39 s 2       |
| Biathlon           | 15 km individuel femmes  | Tora Berger                                                           | 40 min 52 s 8      |
| Biathlon           | 20 km individuel hommes  | Emil Hegle Svendsen                                                   | 48 min 22 s 5      |
| Ski alpin          | Super-G hommes           | Aksel Lund Svindal                                                    | 1 min 30 s 34      |
| Ski de fond        | Poursuite 15 km femmes   | Marit Bjørgen                                                         | 39 min 58 s 1      |
| Ski de fond        | Sprint par équipe hommes | Oeystein Pettersen Petter Northug                                     | 19 min 01 s 0      |
| Ski de fond        | Relais 4 × 5 km femmes   | Vibeke Skofterud Therese Johaug Kristin Stoermer Steira Marit Bjørgen | 55 min 19 s 5      |
| Biathlon           | Relais 4 × 7,5 km hommes | Halvard Hanevold Tarjei Bø Emil Hegle Svendsen Ole Einar Bjoerndalen  | 1 h 21 min 38 s 1  |
| Ski de fond        | 50 km classique hommes   | Petter Northug                                                        | 2 h 05 min 35 s 5  |

### Argent
| Sport                   | Discipline              | Sportifs                                                                         | Performance             |
| Médailles de Argent : 8 | Médailles de Argent : 8 | Médailles de Argent : 8                                                          | Médailles de Argent : 8 |
| ----------------------- | ----------------------- | -------------------------------------------------------------------------------- | ----------------------- |
| Biathlon                | Sprint 10 km            | Emil Hegle Svendsen                                                              | 24 min 20 s 0           |
| Ski alpin               | Descente hommes         | Aksel Lund Svindal                                                               | 1 min 54 s 38           |
| Biathlon                | 20 km individuel hommes | Ole Einar Bjoerndalen                                                            | 48 min 32 s 0           |
| Ski alpin               | Slalom Géant hommes     | Kjetil Jansrud                                                                   | 1 min 38 s 22           |
| Ski acrobatique         | Ski cross femmes        | Hedda Berntsen                                                                   | 2e position             |
| Ski de fond             | Relais 4 × 10 km hommes | Martin Johnsrud Sundby Odd-Bjoern Hjelmeset Lars Berger Petter Northug           | 1 h 45 min 21 s 3       |
| Ski de fond             | 30 km classique femmes  | Marit Bjørgen                                                                    | 1 h 30 min 34 s 0       |
| Curling                 | Compétition masculine   | Thomas Ulsrud Torger Nergård Christoffer Svae Håvard Vad Petersson Thomas Løvold | 2e place                |

### Bronze
| Sport                   | Discipline              | Sportifs                                                    | Performance             |
| Médailles de Bronze : 6 | Médailles de Bronze : 6 | Médailles de Bronze : 6                                     | Médailles de Bronze : 6 |
| ----------------------- | ----------------------- | ----------------------------------------------------------- | ----------------------- |
| Ski de fond             | 10 km libre femmes      | Marit Bjørgen                                               | 25 min 14 s 3           |
| Ski de fond             | Sprint hommes           | Petter Northug                                              | 3 min 45 s 5            |
| Patinage de vitesse     | 1500 m hommes           | Håvard Bøkko                                                | 1 min 46 s 13           |
| Ski acrobatique         | Ski cross hommes        | Audun Groenvold                                             | 3e position             |
| Saut à ski              | Saut à ski par équipe   | Anders Bardal Tom Hilde Johan Remen Evensen Anders Jacobsen | 1030.3 points           |
| Ski alpin               | Slalom géant hommes     | Aksel Lund Svindal                                          | 2 min 38 s 44           |

## Engagés par sport

### Biathlon
Hommes
- Ole Einar Bjørndalen
- Tarjei Bø
- Lars Berger
- Halvard Hanevold
- Alexander Os
- Emil Hegle Svendsen

Femmes
- Tora Berger
- Liv Kjersti Eikeland
- Ann Kristin Flatland
- Gro Istad-Kristiansen
- Solveig Rogstad

### Combiné nordique
- Mikko Kokslien
- Magnus Moan
- Jan Schmid
- Petter Tande
- Ole Christian Wendel

### Curling
L'équipe masculine  est la seule qualifiée pour la compétition.
- Thomas Ulsrud
- Torger Nergård
- Håvard Vad Petersson
- Christoffer Svae
- Thomas Løvold

### Hockey sur glace
L'équipe masculine est qualifiée. L'équipe féminine est éliminée lors du tournoi de qualification.
Effectif
- Gardiens de but : Pål Grotnes (Stjernen Hockey), André Lysenstøen (Heki), Ruben Smith (Storhamar Dragons).
- Défenseurs : Alexander Bonsaksen (MODO hockey), Jonas Holøs (Färjestads BK), Tommy Jakobsen[5] (Lørenskog IK), Juha Kaunismäki (Stavanger Oilers), Lars Erik Lund (Vålerenga Ishockey), Ole-Kristian Tollefsen (Red Wings de Détroit), Mats Trygg (Kölner Haie)

- Attaquants : Jonas Andersen (Sparta Sarpsborg)[6], Anders Bastiansen (Färjestads BK), Kristian Forsberg (MODO hockey), Mads Hansen (Brynäs IF), Marius Holtet (Färjestads BK), Lars Erik Spets (Vålerenga Ishockey), Mathis Olimb (Frölunda HC), Martin Røymark (Frölunda HC), Per-Åge Skrøder (MODO hockey), Patrick Thoresen (Salavat Ioulaïev Oufa), Tore Vikingstad  (Scorpions de Hanovre), Martin Laumann Ylven (Linköpings HC), Mats Zuccarello Aasen (MODO hockey).
- Entraîneur : Roy Johansen.

- Blessé  : Morten Ask (Thomas Sabo Ice Tigers).

### Patinage de vitesse
Hommes
- Håvard Bøkko
- Henrik Christiansen
- Mikael Flygind Larsen
- Sverre Haugli
- Christoffer Fagerli Rukke
- Sverre Lunde Pedersen
- Fredrik van der Horst

Femmes
- Maren Haugli
- Hege Bøkko

### Saut à ski
- Anders Bardal
- Tom Hilde
- Johan Remen Evensen
- Anders Jacobsen
- Bjørn Einar Romøren

### Skeleton
Femmes
- Desiree Bjerke

### Ski acrobatique
Femmes
- Hedda Berntsen
- Marte Høie Gjefsen
- Julie Jensen
- Gro Kvinlog

Hommes
- Audun Grønvold
- Anders Rekdal

### Ski alpin
Six athlètes norvégiens, 5 hommes et une seule femme, participent aux épreuves de ski alpin.
Femmes
- Mona Løseth

Hommes
- Leif Kristian Haugen
- Kjetil Jansrud  Slalom Géant
- Truls Ove Karlsen
- Lars Elton Myhre
- Aksel Lund Svindal  Descente,  Super-G,  Slalom Géant

#### Résultat

##### Hommes
| Athlète              | Épreuve       | Temps final   | Retard | Rang |
| -------------------- | ------------- | ------------- | ------ | ---- |
| Aksel Lund Svindal   | Descente      | 1 min 54 s 38 | 0 s 07 | 2e   |
| Aksel Lund Svindal   | Super-G       | 1 min 30 s 35 | -      | 1er  |
| Aksel Lund Svindal   | Slalom Géant  | 2 min 38 s 41 | 0 s 61 | 3e   |
| Aksel Lund Svindal   | Super-Combiné | Abandon       | -      | -    |
| Kjetil Jansrud       | Descente      | 1 min 56 s 69 | 2 s 38 | 31e  |
| Kjetil Jansrud       | Super-G       | 1 min 31 s 21 | 0 s 87 | 12e  |
| Kjetil Jansrud       | Slalom Géant  | 2 min 38 s 22 | 0 s 39 | 2e   |
| Kjetil Jansrud       | Slalom        | 1 min 41 s 57 | 2 s 25 | 17e  |
| Kjetil Jansrud       | Super-Combiné | 2 min 46 s 50 | 1 s 58 | 9e   |
| Truls Ove Karlsen    | Descente      | 1 min 59 s 52 | 5 s 21 | 46e  |
| Truls Ove Karlsen    | Super-G       | Abandon       | -      | -    |
| Truls Ove Karlsen    | Slalom Géant  | 2 min 40 s 20 | 2 s 37 | 21e  |
| Truls Ove Karlsen    | Slalom        | Abandon       | -      | -    |
| Truls Ove Karlsen    | Super-Combiné | 2 min 49 s 31 | 4 s 39 | 22e  |
| Lars Elton Myhre     | Descente      | 1 min 56 s 69 | 2 s 38 | 31e  |
| Lars Elton Myhre     | Super-G       | 1 min 32 s 36 | 2 s 02 | 25e  |
| Lars Elton Myhre     | Slalom        | Abandon       | -      | -    |
| Lars Elton Myhre     | Super-Combiné | Abandon       | -      | -    |
| Leif Kristian Haugen | Slalom Géant  | 2 min 41 s 78 | 3 s 95 | 28e  |
| Leif Kristian Haugen | Slalom        | Abandon       | -      | -    |

##### Femmes
| Athlète     | Épreuve       | Temps final   | Retard | Rang |
| ----------- | ------------- | ------------- | ------ | ---- |
| Mona Løseth | Super-G       | 1 min 23 s 97 | 3 s 83 | 21e  |
| Mona Løseth | Slalom Géant  | Abandon       | -      | -    |
| Mona Løseth | Slalom        | Abandon       | -      | -    |
| Mona Løseth | Super-Combiné | 2 min 12 s 68 | 3 s 54 | 13e  |

### Ski de fond
Femmes
- Marit Bjørgen  10 km libre,  Sprint,  Poursuite 15 km
- Celine Brun-Lie
- Maiken Caspersen Falla
- Astrid Jacobsen
- Therese Johaug
- Marthe Kristoffersen
- Vibeke Skofterud
- Kristin Størmer Steira

Hommes
- Lars Berger
- Tord Asle Gjerdalen
- Ronny Hafsås
- Ola Vigen Hattestad
- Odd-Bjørn Hjelmeset
- Johan Kjølstad
- Petter Northug
- Øystein Pettersen
- Eldar Rønning
- Martin Johnsrud Sundby
- Jens Arne Svartedal

### Snowboard
Femmes
- Kjersti Buaas
- Linn Haug
- Helene Olafsen
- Lisa Wiik

Hommes
- Fredrik Austbø
- Joachim Havikhagen
- Tore Holvik
- Roger Kleivdal
- Ståle Sandbech
- Stian Sivertzen

## Diffusion des Jeux en Norvège
Les Norvégiens peuvent suivre les épreuves olympiques en regardant en clair les chaînes NRK1 et NRK2, du groupe Norsk rikskringkasting (NRK), ainsi que sur le câble et le satellite sur Eurosport. NRK, Eurosport et Eurovision permettent d'assurer la couverture médiatique suédoise sur internet.